# Paul von Eltz-Rübenach
Paul Freiherr von Eltz-Rübenach (9. februar 1875 – 25. august 1943) var en tysk nazistisk minister for transport mellem 1932 og 1937.
Den 2. februar 1937 blev han erstattet af Julius Heinrich Dorpmüller som minister for transport.